# هوالینگ شینگما
هوالینگ شینگما (انگلیسی: Hualing Xingma) شرکت خودروسازی چینی است، که در سال ۱۹۹۹ تأسیس شد.